# Pero stygiaria
Pero stygiaria är en fjärilsart som beskrevs av Walker 1866. Pero stygiaria ingår i släktet Pero och familjen mätare. Inga underarter finns listade i Catalogue of Life.